# Pierre Collet
Pour les articles homonymes, voir Collet.
Émile André Pierre Collet, né le 10 mars 1914 à Montrouge et mort le 30 octobre 1977 dans le 18e arrondissement de Paris, est un acteur français.

## Biographie
Une multitude de grands films, de grands réalisateurs, de grands comédiens, pour ce second rôle qui fut surtout connu pour ses prestations dans la célèbre série télévisée : Les Cinq Dernières Minutes. Pierre Collet a en effet joué pendant de nombreuses années, le rôle récurrent du planton de la PJ, devant le bureau du commissaire Bourrel (Raymond Souplex) : le brigadier Coulomb. Il apparaît ainsi dans de nombreux épisodes et particulièrement Épreuves à l'appui où le téléspectateur fait la connaissance de son épouse, une femme de caractère jouée par Florence Blot, et surtout de sa fille Martine, une communiante qui n'a pas sa langue dans sa poche…
On lui doit aussi la voix du chien Diabolo dans les séries télévisées animées Les Fous du volant et Satanas et Diabolo, la voix du Cocher dans le dessin animé Pinocchio et d'être la première voix française de Scooby-Doo.
Il est inhumé au cimetière de Montigny-lès-Cormeilles.

## Filmographie

### Cinéma

#### Longs métrages
- 1943 : Adieu Léonard de Pierre Prévert : le marchand d'habits
- 1944 : Premier de cordée de Louis Daquin
- 1944 : Service de nuit de Jean Faurez : un réparateur de ligne
- 1944 : Coup de tête de René Le Hénaff
- 1944 : Florence est folle de Georges Lacombe
- 1946 : Nuits d’alerte de Léon Mathot
- 1947 : Le Fugitif de Robert Bibal
- 1947 : La Maison sous la mer de Henri Calef
- 1949 : Histoires extraordinaires de Jean Faurez : Cotin / François
- 1950 : Premières armes de René Wheeler
- 1954 : Si Versailles m'était conté… de Sacha guitry
- 1957 : Échec au porteur de Gilles Grangier : Morigny
- 1957 : Méfiez-vous fillettes d'Yves Allégret
- 1957 : Thérèse Étienne de Denys de La Patellière : l'avocat
- 1958 : Des femmes disparaissent d'Édouard Molinaro : Nasol
- 1958 : Le Désordre et la Nuit de Gilles Grangier : un inspecteur
- 1959 : 125, rue Montmartre de Gilles Grangier
- 1959 : Le Chemin des écoliers de Michel Boisrond : un gendarme
- 1959 : Le vent se lève d'Yves Ciampi : Crewman
- 1959 : Quai du Point du Jour de Jean Faurez
- 1959 : Recours en grâce de Laslo Benedek : le gendarme Fromont
- 1959 : La Valse du Gorille de Bernard Borderie : Bergère
- 1959 : Le Saint mène la danse de Jacques Nahum
- 1960 : Les Honneurs de la guerre de Jean Dewever : Morizot
- 1960 : Terrain vague de Marcel Carné
- 1960 : Les Vieux de la vieille de Gilles Grangier : le livreur de bières
- 1961 : Le cave se rebiffe de Gilles Grangier : le chauffeur de taxi
- 1962 : Les Ennemis d'Édouard Molinaro : un homme de Gerlier
- 1962 : Mélodie en sous-sol d'Henri Verneuil : Camille
- 1962 : Le Temps des copains de Robert Guez
- 1962 : Le Gentleman d'Epsom ou Les Grands Seigneurs de Gilles Grangier : le parieur avec les jumelles
- 1963 : La parole est au témoin de Jean Faurez
- 1963 : Cent mille dollars au soleil d'Henri Verneuil : un employé de Castigliano
- 1964 : Le Journal d’une femme de chambre de Luis Buñuel
- 1964 : Le Ciel sur la tête d'Yves Ciampi
- 1964 : Fantomas d'André Hunebelle et Jacques Besnard : l'agent à vélo qui arrête le commissaire
- 1964 : Fifi la plume ou L'Ange d'Albert Lamorisse, Henri Gruel et Georges Goetz
- 1964 : Les Gorilles de Jean Girault : le premier gardien à la Santé
- 1964 : L'Insoumis d'Alain Cavalier
- 1964 : Requiem pour un caïd de Maurice Cloche
- 1964 : Week-end à Zuydcoote d'Henri Verneuil : le capitaine français
- 1964 : Des frissons partout de Raoul André : un gendarme
- 1965 : Le Vampire de Düsseldorf de Robert Hossein : le contremaître
- 1966 : Mademoiselle de Tony Richardson : Marcel
- 1966 : La Fantastique Histoire vraie d'Eddie Chapman (Triple Cross) de Terence Young
- 1966 : Lutring... réveille-toi et meurs (Svegliati e uccidi) de Carlo Lizzani
- 1966 : Paris brûle-t-il ? de René Clément : un policier résistant
- 1967 : Le Grand Dadais de Pierre Granier-Deferre
- 1968 : Goto, l'île d'amour de Walerian Borowczyk
- 1968 : Sous le signe de Monte-Cristo d'André Hunebelle : l'ami d'Edmond à l'aéroclub
- 1968 : Une corde, un colt de Robert Hossein : le shérif Ben
- 1968 : La Vie, l'Amour, la Mort de Claude Lelouch
- 1969 : Le Passager de la pluie de René Clément
- 1969 : Les Patates de Claude Autant-Lara : le paysan à la carriole
- 1970 : Le Cercle rouge de Jean-Pierre Melville : un gardien de prison
- 1970 : Vertige pour un tueur de Jean-Pierre Desagnat : un routier
- 1970 : Le Voyou de Claude Lelouch
- 1971 : La Cavale de Michel Mitrani
- 1971 : Les grands sentiments font les bons gueuletons de Michel Berny
- 1971 : La Part des lions de Jean Larriaga : l'agriculteur
- 1971 : La Veuve Couderc de Pierre Granier-Deferre : le commissaire Mallet
- 1972 : L'Invitation de Claude Goretta : Pierre
- 1972 : La Scoumoune de José Giovanni
- 1972 : Le Silencieux de Claude Pinoteau
- 1972 : Un officier de police sans importance de Jean Larriaga
- 1972 : Tintin et le Lac aux requins (dessin animé) de Raymond Leblanc : uniquement la voix
- 1973 : Deux hommes dans la ville de José Giovanni : le commissaire
- 1973 : L'Emmerdeur d'Édouard Molinaro : le boucher
- 1973 : Nuits rouges de Georges Franju : le grand maître des templiers
- 1973 : Le Train de Pierre Granier-Deferre : le maire
- 1973 : L'Invitation de Claude Goretta : Monsieur Collard
- 1973 : Hit ! de Sidney J. Furie : Zéro
- 1974 : Bons baisers... à lundi de Michel Audiard : le veilleur de nuit
- 1974 : Dupont Lajoie d'Yves Boisset : un ivrogne
- 1974 : Opération Lady Marlène de Robert Lamoureux : le concierge de Kramer
- 1974 : French Connection 2 de John Frankenheimer
- 1976 : Oublie-moi, Mandoline de Michel Wyn

#### Courts métrages
- 1962 : Croquis de Fabienne Tzanck
- 1963 : Chroniques anachroniques de Bernard Deflandre
- 1963 : Le Mariage de raison de Claude Guillemot
- 1971 : La Sécurité est un combat de Jean Goumain

### Télévision

#### Les Cinq Dernières Minutes
Entre 1959 et 1969, il participe au tournage de 32 épisodes de cette célèbre série policière en incarnant le rôle de l'agent Coulon (ou Coulomb).
- Un grain de sable de Claude Loursais (première diffusion : 27/01/59)
- Sans en avoir l'air de Claude Loursais (première diffusion : 14/08/59)
- Poisson d'eau douce de Claude Loursais (première diffusion : 03/11/59)
- Au fil de l'histoire de Claude Loursais (première diffusion : 01/03/60)
- Un poing final de Claude Loursais (première diffusion : 26/04/60)
- Qui trop embrasse de Claude Loursais (première diffusion : 22/11/60)
- Sur la piste de Claude Loursais (première diffusion : 31/01/61)
- Cherchez la femme de Claude Loursais (première diffusion : 04/04/61)
- Épreuves à l'appui de Claude Loursais (première diffusion : 06/06/61)
- L'Avoine et l'Oseille de Claude Loursais (première diffusion : 26/09/61)
- Le Tzigane et la Dactylo de Pierre Nivelet (première diffusion : 17/04/62)
- Mort d'un casseur de Guy Lessertisseur (première diffusion : 05/06/62)
- Un mort à la une de Pierre Nivelet (première diffusion : 27/11/62)
- L'Eau qui dort de Claude Loursais (première diffusion : 12/03/63)
- Une affaire de famille de Jean-Pierre Marchand (première diffusion : 06/07/63)
- Fenêtre sur jardin de Claude Loursais (première diffusion : 18/02/64)
- 45 tours et puis s'en vont de Bernard Hecht (première diffusion : 23/04/64)
- Quand le vin est tiré de Claude Loursais (première diffusion : 11/07/64)
- Sans fleurs ni couronnes de Claude Loursais (première diffusion : 28/11/64)
- Napoléon est mort à Saint-Mandé de Claude Loursais (première diffusion : 24/04/65)
- Des fleurs pour l'inspecteur de Claude Loursais (première diffusion : 25/09/65)
- La Chasse aux grenouilles de Claude Loursais (première diffusion : 27/11/65)
- Pigeon vole de Claude Loursais (première diffusion : 29/01/66)
- La Rose de fer de Jean-Pierre Marchand (première diffusion : 04/06/66)
- La Mort masquée de Guy Lessertisseur (première diffusion : 14/01/67)
- Finir en beauté de Claude Loursais (première diffusion : 25/03/67)
- Un mort sur le carreau de Roland-Bernard (première diffusion : 16/09/67)
- Voies de fait de Jean-Pierre Decourt (première diffusion : 11/11/67)
- Les Enfants du faubourg de Claude Loursais (première diffusion : 27/01/68)
- Tarif de nuit de Guy Séligmann (première diffusion : 06/04/68)
- Le commissaire est sur la piste de Claude Loursais (première diffusion : 23/03/69)
- Traitement de choc de Claude Loursais (première diffusion : 23/11/69)

#### Autres rôles
- 1958 : En votre âme et conscience, épisode : L'Affaire Verkammen de Jean Prat : Le 1er juré
- 1959 : En votre âme et conscience, épisode : Le Secret de Charles Rousseau de Jean Prat : Le 1er juré
- 1961 : Le Théâtre de la jeunesse : Cosette d'Alain Boudet, d'après Les Misérables de Victor Hugo
- 1961 : L'Exécution de Maurice Cazeneuve
- 1962 : Le Temps des copains, épisode 70 de Robert Guez : le patron du bistrot
- 1963 : La caméra explore le temps, épisode La Vérité sur l'affaire du courrier de Lyon
- 1963 : L'inspecteur Leclerc enquête : L'Agent double de Maurice Cazeneuve
- 1963 : La Route série télévisée de Pierre Cardinal
- 1964 : Rocambole de Jean-Pierre Decourt, épisode L'Héritage mystérieux
- 1964 : La caméra explore le temps, épisode Mata Hari
- 1964 : La caméra explore le temps, épisode Le Mystère de Choisy
- 1964 : L'Abonné de la ligne U de Yannick Andreï
- 1965 : Rocambole, épisode La Belle Jardinière
- 1965 : Les Jeunes Années, épisode 17 de Joseph Drimal : le mandataire des Halles
- 1967 : Vidocq de Claude Loursais et Marcel Bluwal, épisode Vidocq à Bicêtre
- 1967 : Salle n° 8, épisode 49 de Robert Guez et Jean Dewever : un infirmier
- 1968 : L'Homme de l'ombre de Guy Jorre, épisode Le Condamné à mort
- 1968 : En votre âme et conscience, épisode : L'Affaire Beiliss ou Un personnage en plus et en moins de  Jean Bertho
- 1968 : Gorri le Diable de Jean Gourmain, capitaine Guibert
- 1969 : Fortune d'Henri Colpi
- 1969 : En votre âme et conscience, épisode : L'Auberge de Peyrabeille de  Guy Lessertisseur
- 1973 : Joseph Balsamo, feuilleton d'André Hunebelle
- 1973 : L'Homme sans visage, série de Georges Franju : le grand maître des Templiers
- 1973 : Lucien Leuwen, téléfilm de Claude Autant-Lara
- 1973 : Arsène Lupin de Jean-Pierre Desagnat, épisode L' Homme au chapeau noir, le notaire.
- 1973 : La Ligne de démarcation - épisode 4 : Urbain (série télévisée) : Le vigneron
- 1973 : Le Père, mis en scène par Claude Chabrol (série Réalité-Fiction de Jean Frapat - Service de la recherche de ORTF)
- 1974 : La Folie des bêtes, feuilleton de Fernand Marzelle
- 1974 : Madame Bovary, de Pierre Cardinal (téléfilm)
- 1975 : Les Grands Détectives de Jean Herman (épisode : Monsieur Lecoq)
- 1977 : Bergeval père et fils (série télévisée)

## Théâtre
- 1961 : Spéciale Dernière de Ben Hecht et Mac Arthur, mise en scène Pierre Mondy, théâtre de la Renaissance
- 1967 : L'Alouette de Jean Anouilh, mise en scène Jean Anouilh et Roland Piétri,  théâtre de Paris